# Via Clodia
Via Clodia je bila starodavna visoka cesta Italije. Potekala je med Via Cassia in Via Aurelia, vendar se od obeh razlikuje predvsem po tem, da sta bili slednji zasnovani predvsem za dolge vojaške razdalje, ne glede na naselja, ki so jih prečkale, Via Clodia je bila kratkega dosega, namenjena komercialnemu prometu s kolonijami v etruščanskih državah.
Njen izvor je negotov, vendar se večina učenjakov strinja, da so jo Rimljani zgradili po obstoječi etruščanski poti (med Pitiglianom, Soranom in Sovanom) na trasi obstoječe etruščanske Via Cava). Lahko pa govorimo o Via Clodia s konca 3. stoletja pred našim štetjem, ki je bila leta 225 pred našim štetjem tlakovana. Obstoječa cesta je bila verjetno uporabljena kot pot prodora in osvojitve Etrurije s strani rimske vojske, začetega leta 310 pred našim štetjem. Zdi se, da cesta nikoli ni imela velikega prometa, saj je Rim povezala le z notranjimi severozahodnimi mesti Etrurije. Raztežaj med Braccianom in Oriolo Romano nadaljuje ravno črto, katere tlakovci so tu in tam najdeni, pogosto odtranjeni. Nekateri bazaltni odseki se pojavljajo na ozemlju Tuscanie, Oriolo Romano, Vejano in Blera.
Potek je bil prvih 11 milj enak Via Cassii. Nato se je oddaljil v severozahodni smeri in tekel po zahodni strani Lacus Sabatinus, mimo Foruma Clodii in Blera. Po mnenju nekaterih se je končala v Saturniji. Na Forumu Cassii se je morda ponovno pridružila Via Cassii in zdi se, da je nadaljevala enako kot slednja, vse do Florentie (Firenc). Onstran Florentie, med Luco (Lucca) in Luni, najdemo še en Forum Clodii, in Antoninov itinerar imenuje pot od Luce do Rima kot Via Clodia, napačno kar zadeva odsek od Florentie proti jugu, a morda pravilno glede Luce do Florentie. Clodij Vestalis (c. 43) je bil morda odgovoren za gradnjo prvega dela in tistega od Florentie do Luce (in Lunija). Poleg tega je ustanovil tudi dva Fora Clodii. Zdi se, da je bilo ime v carskih časih do neke mere izpeljano kot ime Cassia, obe cesti pa je z drugimi manjšimi cestami upravljal isti upravljavec.

## Via Clodia Nova
Podaljšek Via Clodia Nova je leta 183 pred našim štetjem zgradil konzul Mark Klavdij Marcel. Začela se je iz Luce in se povzpela po dolini na desnem bregu reke Serchio, prešla območje Garfagnana do Piazza al Serchio, nato prešla čez prelaz Tea (955 m) in skozi Fosdinovo, preden se je pridružila Via Cassii, Luni in pristanišču.

## Faze
Po Tabula Peutingeriana  so etape na Via Clodia naslednje :
- Sextum (na sedanjem območju Rima, imenovanem Retort in kjer se je Via Cassija ločila)
- Careias (na sedanjem območju Rima, imenovan Santa Maria di Galeria)
- ad Nonas (v bližini Vigna di Valle)
- Forum Clodii (v bližini San Liberato di Bracciano)
- Olera (Blera)
- Tuscana (Tuscania)
- Marta (na Bolsenskem jezeru)
- Maternum (Canino ali Ischia di Castro)
- Saturnia

## Mostovi
Ob cesti so ostanki več rimskih mostov, vključno s Ponte Piro in Ponte della Rocca.